# Hypecoum imberbe
Hypecoum imberbe là một loài thực vật có hoa trong họ Anh túc. Loài này được Sm. mô tả khoa học đầu tiên năm 1806.

## Hình ảnh

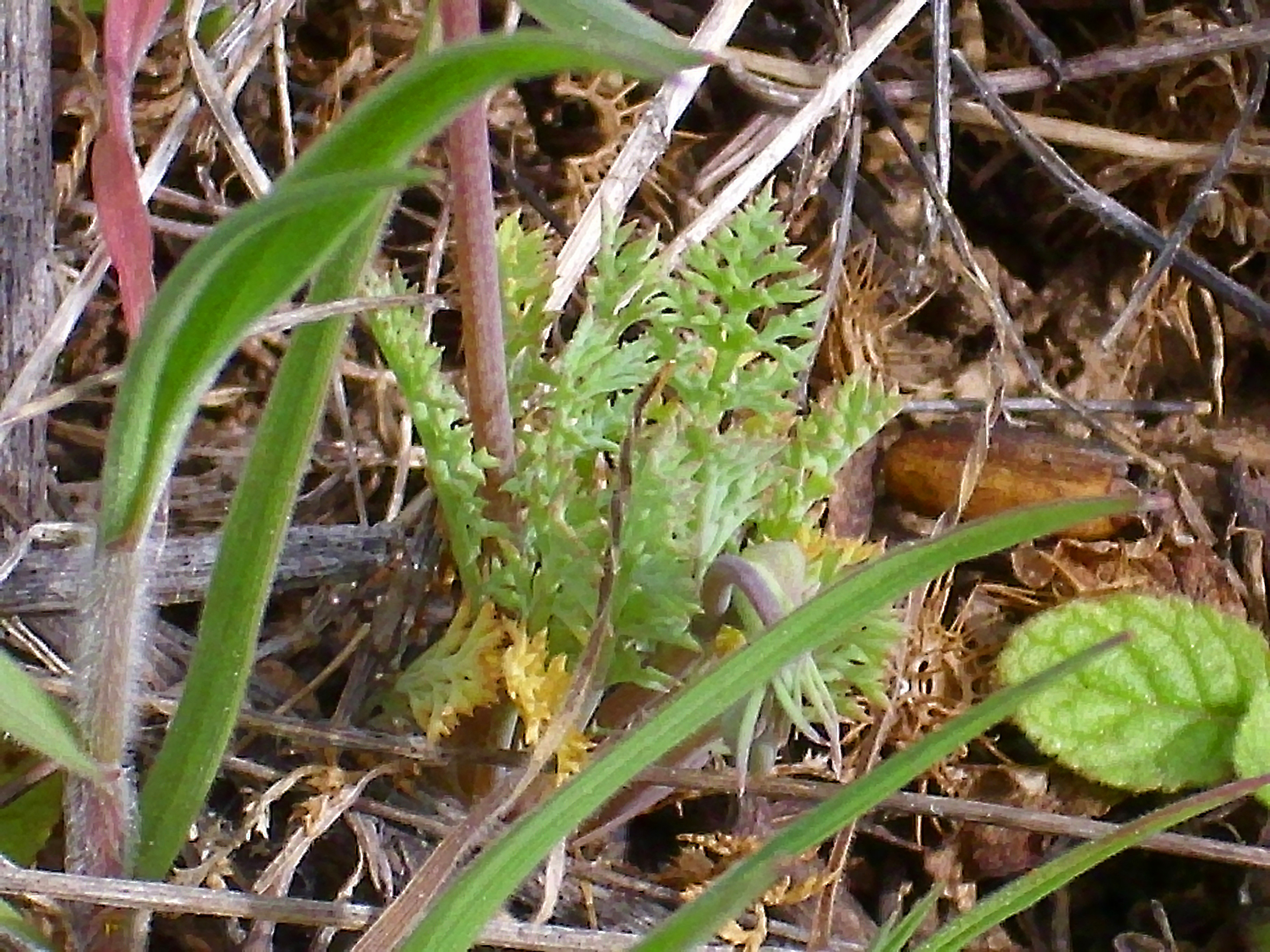
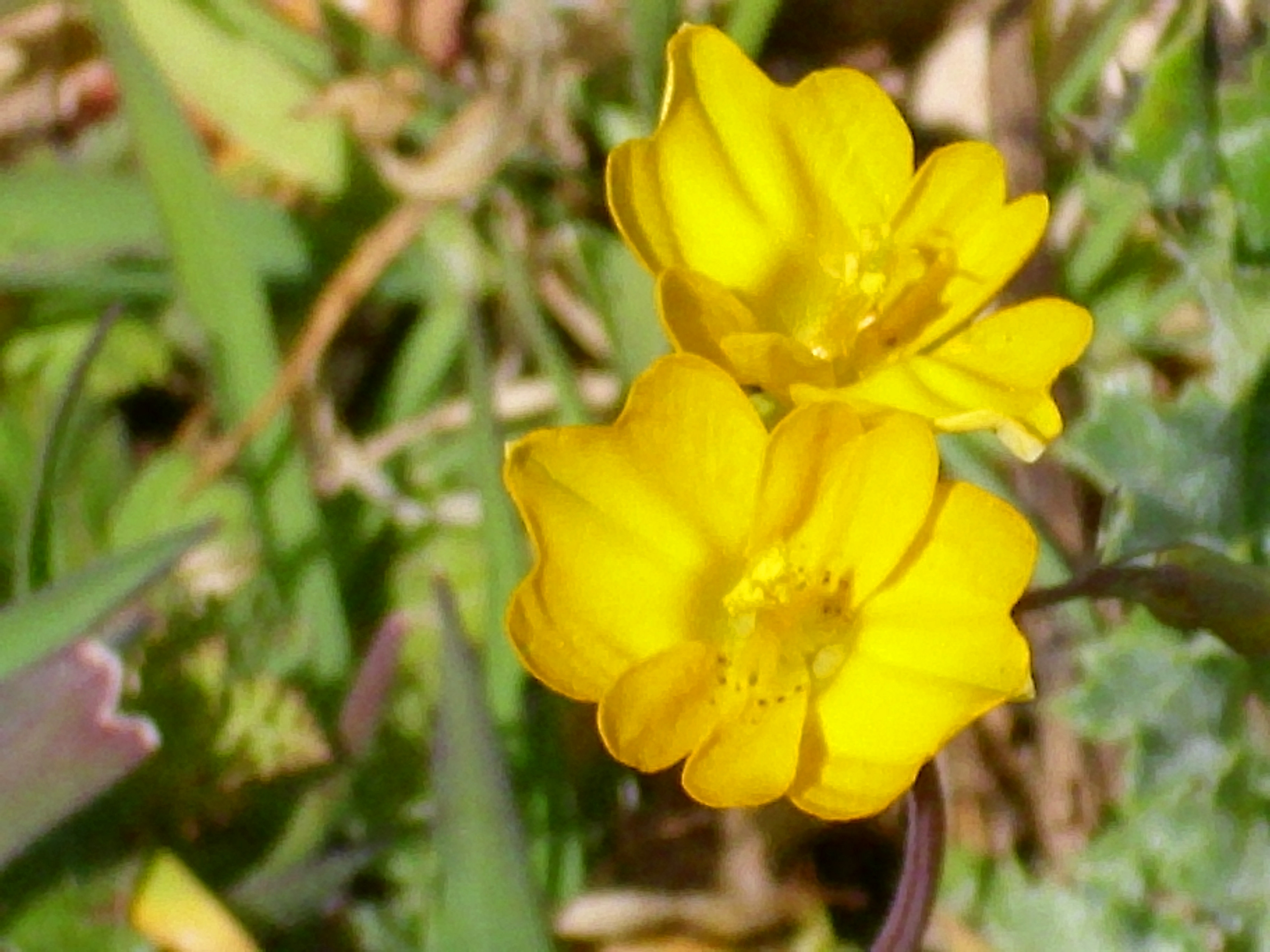
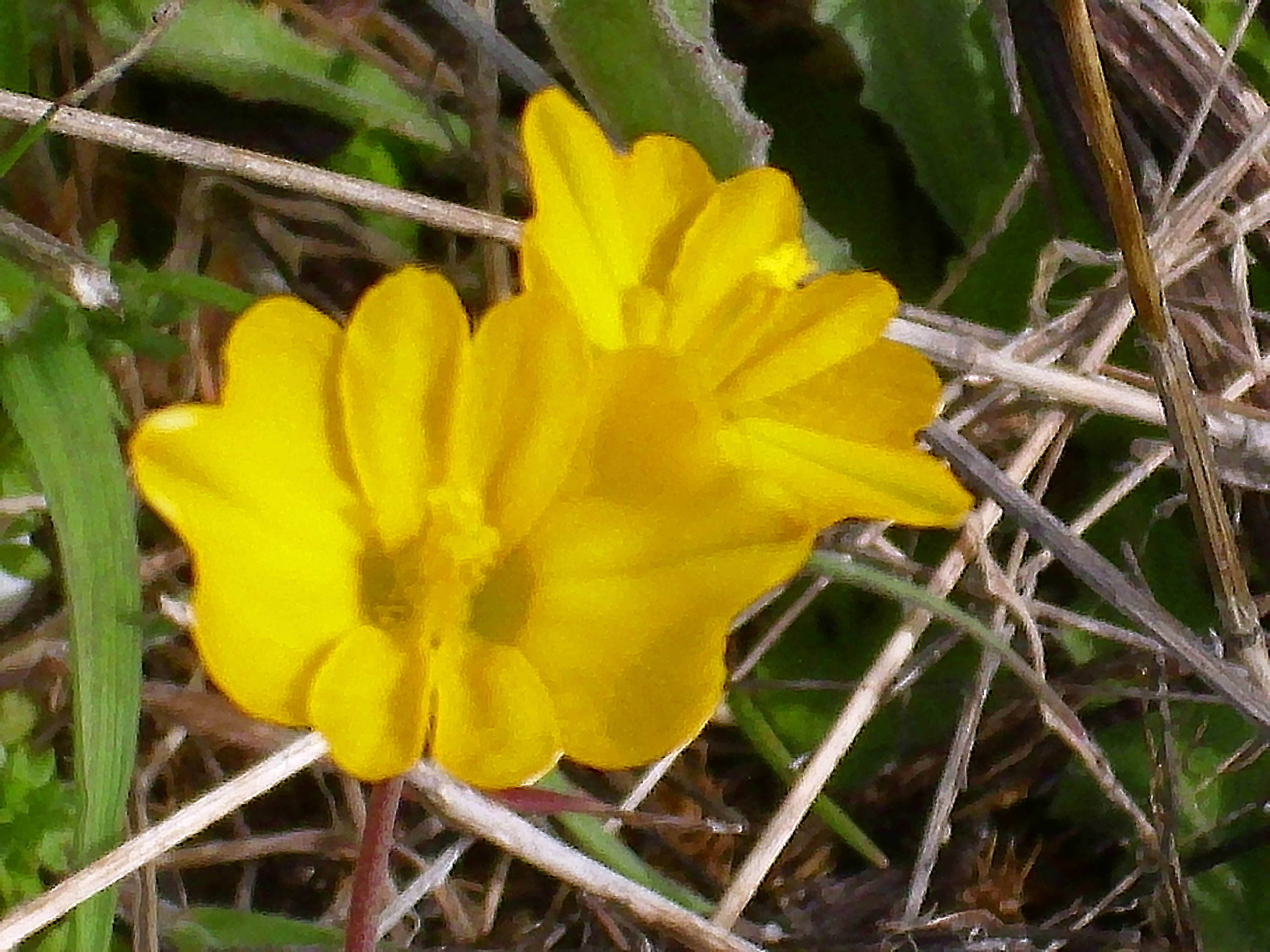
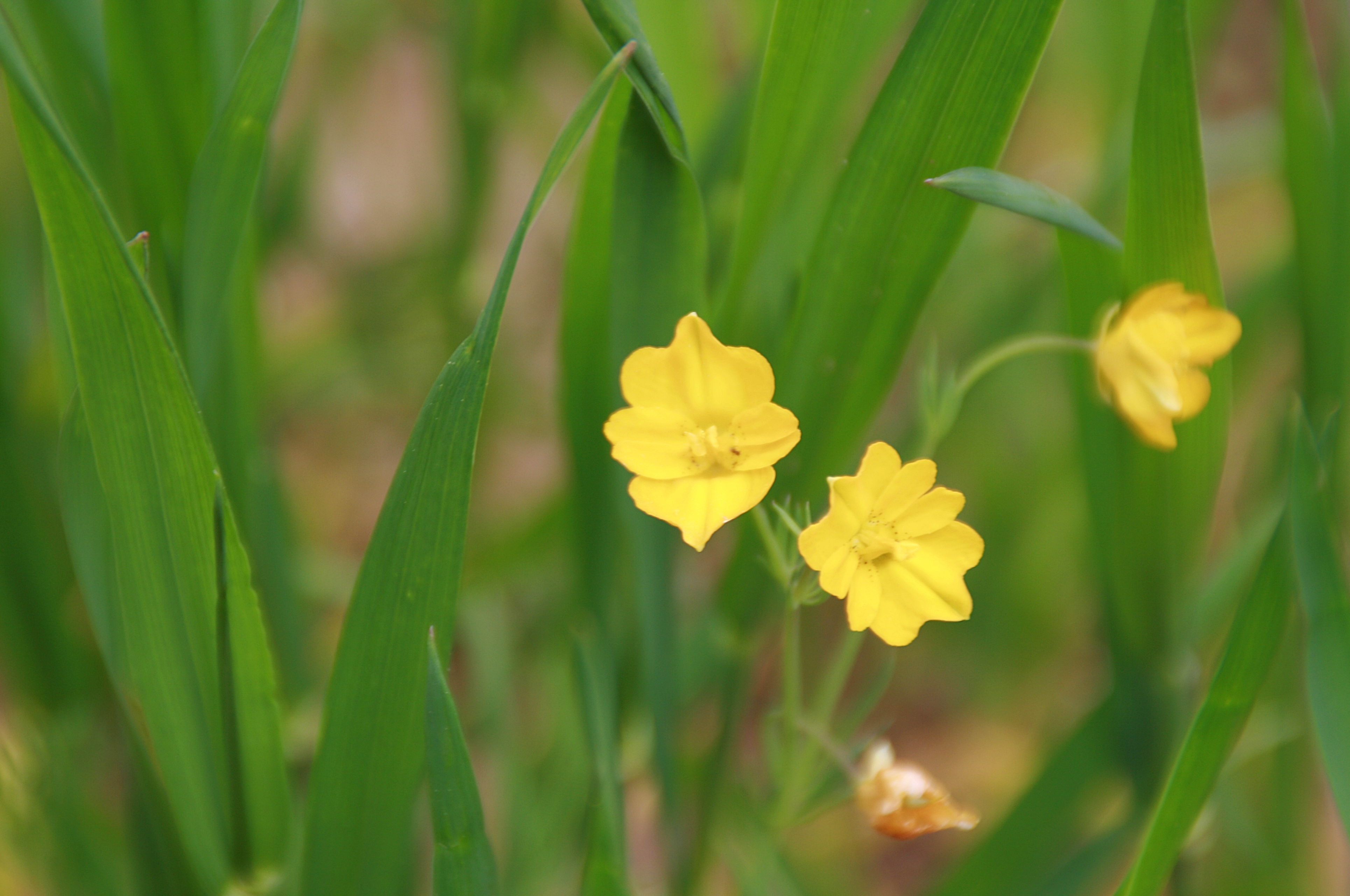